# Rumänisch-jugoslawischer Freundschaftspokal
Als Rumänisch-jugoslawischer Freundschaftspokal bzw. Rumänisch-jugoslawischer Königspokal werden heute drei verschiedene ehemalige Fußball-Pokalwettbewerbe zwischen den Nationalmannschaften von Rumänien und Jugoslawien zusammenfassend bezeichnet.
Diese sind im Einzelnen:
- König-Aleksandar-I.-Pokal, benannt nach dem jugoslawischen König Aleksandar I. Karađorđević
- König-Carol-II.-Pokal, benannt nach dem rumänischen König Carol II. von Hohenzollern-Sigmaringen
- König-Mihai-I.-Pokal, benannt nach dem rumänischen König Mihai I. von Hohenzollern-Sigmaringen

Insgesamt wurde der Pokal zwischen 1922 und 1940 in unregelmäßigen Abständen 11-mal ausgespielt.

## Die Wettbewerbe im Überblick
| Jahr | Gastgeber   | Sieger      | 2. Platz    |
| 1922 | Jugoslawien | Rumänien    | Jugoslawien |
| 1923 | Rumänien    | Jugoslawien | Rumänien    |
| 1926 | Jugoslawien | Rumänien    | Jugoslawien |
| 1927 | Rumänien    | Jugoslawien | Rumänien    |
| 1928 | Jugoslawien | Jugoslawien | Rumänien    |
| 1929 | Rumänien    | Jugoslawien | Rumänien    |
| 1930 | Jugoslawien | Jugoslawien | Rumänien    |
| 1936 | Rumänien    | Rumänien    | Jugoslawien |
| 1937 | Jugoslawien | Jugoslawien | Rumänien    |
| 1939 | Rumänien    | Rumänien    | Jugoslawien |
| 1940 | Jugoslawien | Rumänien    | Jugoslawien |

## König-Aleksandar-I.-Pokal 1922
|                                                       |   |          |           |
| Do., 8. Juni 1922 in Belgrad (Stadion SK Jugoslavija) |   |          |           |
| Jugoslawien                                           | – | Rumänien | 1:2 (1:1) |

## König-Aleksandar-I.-Pokal 1923
|                                                 |   |             |           |
| So., 10. Juni 1923 in Bukarest (Stadionul FSSR) |   |             |           |
| Rumänien                                        | – | Jugoslawien | 1:2 (0:2) |

## König-Aleksandar-I.-Pokal 1926
|                                                                         |   |          |           |
| So., 3. Oktober 1926 in Zagreb (Stadion Concordije na Tratinskoj Cesti) |   |          |           |
| Jugoslawien                                                             | – | Rumänien | 2:3 (0:1) |

## König-Aleksandar-I.-Pokal 1927
|                                                |   |             |           |
| Di., 10. Mai 1927 in Bukarest (Stadionul ONEF) |   |             |           |
| Rumänien                                       | – | Jugoslawien | 0:3 (0:3) |

## König-Aleksandar-I.-Pokal 1928
|                                                      |   |          |           |
| So., 6. Mai 1928 in Belgrad (Stadion SK Jugoslavija) |   |          |           |
| Jugoslawien                                          | – | Rumänien | 3:1 (3:0) |

## König-Aleksandar-I.-Pokal 1929
|                                                |   |             |           |
| Fr., 10. Mai 1929 in Bukarest (Stadionul ONEF) |   |             |           |
| Rumänien                                       | – | Jugoslawien | 2:3 (2:1) |

## König-Aleksandar-I.-Pokal 1930
|                                                      |   |          |           |
| So., 4. Mai 1930 in Belgrad (Stadion SK Jugoslavija) |   |          |           |
| Jugoslawien                                          | – | Rumänien | 2:1 (2:0) |

## König-Carol-II.-Pokal 1936
|                                                |   |             |           |
| So., 10. Mai 1936 in Bukarest (Stadionul ONEF) |   |             |           |
| Rumänien                                       | – | Jugoslawien | 3:2 (1:1) |

## König-Carol-II.-Pokal 1937
|                                                 |   |          |           |
| Mo., 6. September 1937 in Belgrad (Stadion BSK) |   |          |           |
| Jugoslawien                                     | – | Rumänien | 2:1 (2:0) |

## König-Carol-II.-Pokal 1939
|                                               |   |             |           |
| So., 7. Mai 1939 in Bukarest (Stadionul ANEF) |   |             |           |
| Rumänien                                      | – | Jugoslawien | 1:0 (0:0) |

## König-Mihai-I.-Pokal 1940
|                                                    |   |          |           |
| So., 22. September 1940 in Belgrad (Stadion BSK) 1 |   |          |           |
| Jugoslawien                                        | – | Rumänien | 1:2 (1:1) |

## Statistik
| Pl. | Mannschaft  | Titel | Jahre                              |
| --- | ----------- | ----- | ---------------------------------- |
| 1.  | Jugoslawien | 6     | 1923, 1927, 1928, 1929, 1930, 1937 |
| 2.  | Rumänien    | 5     | 1922, 1926, 1936, 1939, 1940       |